# Selaginel·la
Selaginel·la (Selaginella) és un gènere de pteridòfit, plantes vasculars sense flors ni llavors, l'únic de la família de les selaginel·làcies. Malgrat que en total hi ha unes 700 espècies, només dues es troben a Catalunya: Selaginella denticulata de la terra baixa mediterrània i Selaginella selaginoides dels Pirineus.

## Etimologia
Etimològicament Selaginella és un diminutiu del llatí selago- (–ella indica en llatí un sufix de diminutiu)- Precisament selago és l'epítet específic de la licopodiàcia més comuna del nostre país: Huperzia selago. Plini anomenava així a una mena de savina perquè era molt petita en comparació amb els licopodis.

## Característiques
Morfològicament tenen un aspecte semblant al dels licopodis, però solen aparèixer estructures com els rizòfors que surten de les tiges, es claven a terra i produeixen arrels. Les fulles es disposen en quatre rengles, de formes i mides molt diverses (generalment de dues menes) i tenen un apèndix basal anomenat lígula. Són plantes heterospòries i, per tant, tenen un protal·lus endospòric reduït. Hi ha estròbils de megasporofil·les i microsporofil·les

Moviment accelerat (3 hores) de la rehidratació d'una Rosa de Jericó

Algunes espècies de Selaginel·la que viuen en llocs desèrtics, com ara Selaginella lepidophylla o rosa de Jericó del desert de Chihuahua (Mèxic), poden resistir la deshidratació en una mena d'estat de latència gràcies a la trehalosa que sintetitzen les seves cèl·lules. La trehalosa és un sucre que pot actuar com solut compatible, substituint l'aigua per protegir-se de l'augment de salinat causat per la dessecació. Quan hi torna a haver aigua en l'ambient, la planta es rehidrata ràpidament i l'aigua torna a ocupar el seu lloc dins de les cèl·lules i en els espais entre les cèl·lules.